# The Lightning Strike
Pistes de A Hundred Million Suns
Disaster Button
The Lightning Strike est une chanson issue du cinquième album du groupe de rock alternatif Snow Patrol, intitulé A Hundred Million Suns, dont elle est la dernière piste. Les paroles ont été écrites par Gary Lightbody, le leader du groupe, tandis que la musique est l'œuvre du groupe dans sa totalité. La chanson est composée en réalité de trois morceaux différents : What If This Storm Ends ?, The Sunlight Through the Flags et Daybreak. Cela explique que sa durée totale atteigne les seize minutes, ce qui en fait le titre le plus long jamais écrit par Snow Patrol.
Cette musique fut notamment utilisée dans le trailer du film Act of Valor et dans celui de Epic : La Bataille du royaume secret.

## Sortie et accueil

### Sortie
Cette chanson est sortie le 24 octobre 2008, en même temps que l'album A Hundred Million Suns dont elle est issue.